# Alberto Carretero
Alberto Carretero Aguado (Sevilla, 1985) es compositor y catedrático de Composición en el conservatorio superior de música Manuel Castillo de Sevilla.

## Reseña biográfica
Estudió Composición en el conservatorio superior de música Manuel Castillo, finalizando en 2007. Además de compositor, Alberto Carretero es ingeniero informático y doctor (en programa de artes) por la Universidad de Sevilla, periodista por la Universidad Rey Juan Carlos y Licenciado en Historia y Ciencias de la Música por la Universidad de la Rioja.
En 2009 es galardonado con el primer premio de Composición Injuve (Instituto de la juventud). Sus obras han sido grabadas por la Radio Nacional de España, así como por Verso, Tañidos, La Mà de Guido y Radio Círculo.
En 2015 estrena en el Teatro de la Maestranza de Sevilla, la obra Diario de a bordo que es interpretada por la Real Orquesta Sinfónica de Sevilla.
La fundación BBVA le otorga la beca Leonardo para investigadores y creadores culturales en 2021 al proyecto Renacer: composición, producción y grabación de video-ópera.  En esta obra colabora con el poeta Francisco Deco y el pintor Juan Lacomba para componer la vídeo-ópera Renacer, estrenada en otoño de 2022 en Wien Modern (Viena) y Espacio Turina (Sevilla). En 2023 la fundación BBVA le concede nuevamente una beca Leonardo en la modalidad de Música y Ópera para el proyecto de ópera de cámara Poeta en Nueva York, con puesta en escena de Rita Cosentino y músicos de primer nivel internacional.

## Obras
Es autor de numerosas obras musicales que han sido interpretadas en diversos espacios como el Auditorio Nacional de Música, el Museo Reina Sofía, el Teatro de la Maestranza, el Carnegie Hall, la Sibelius Academy o el Centro Pompidou.

### Selección de piezas
- Videns, para piano y electrónica en vivo, 2012. Auditorio Nacional de Música de Madrid.
- Étude de fragilité. Donde incorpora juegos lumínicos como parte del resultado creativo, 2014. Fundación Juan March, Madrid[10]
- Oud, composición para guitarra española, 2015. Interpretada por Pedro Rojas Ogáyar.
- Psalmus. Música electroacústica, 2016. Collège des Bernardins de París.